# Basket Barcellona 2013-2014
La stagione 2013-2014 del Basket Barcellona S.S.D. a r.l. è stata la quarta consecutiva in cui ha preso parte alla seconda divisione nazionale, per quella stagione denominata DNA Gold, del campionato italiano di pallacanestro.

## Verdetti stagionali
Competizioni nazionali
- DNA Gold:

stagione regolare: 7º posto su 16 squadre (17-13);
play-off: eliminata nei quarti da Capo d'Orlando (1-3).

## Organigramma societario
Area dirigenziale
- Presidente: Immacolato Bonina
- General manager: Antonello Riva
- Ufficio stampa: Tommaso Donato e Alessandro Palermo

Area tecnica
- Capo allenatore: Giovanni Perdichizzi, alla 14ª Ugo Ducarello, dalla 18ª Marco Calvani
- Assistenti allenatore: Ugo Ducarello, Francesco Trimboli

## Rosa
| Giocatori |
| --------- |

| N° | Naz.                   | Ruolo | Sportivo         | Anno | Alt. |  |
| -- | ---------------------- | ----- | ---------------- | ---- | ---- |  |
| 5  | Stati Uniti (bandiera) | A     | Alex Young       | 1989 | 199  |  |
| 6  | Italia (bandiera)      | A     | Luigi Dispinzeri | 1993 | 200  |  |
| 8  | Italia (bandiera)      | AC    | Fiorello Toppo   | 1980 | 198  |  |
| 9  | Italia (bandiera)      | G     | Giuliano Maresca | 1981 | 192  |  |
| 10 | Italia (bandiera)      | A     | Nicola Natali    | 1988 | 200  |  |
| 11 | Stati Uniti (bandiera) | PG    | Andre Collins    | 1982 | 183  |  |
| 12 | Italia (bandiera)      | A     | Demián Filloy    | 1982 | 198  |  |
| 13 | Italia (bandiera)      | GA    | Giuseppe De Leo  | 1994 | 198  |  |
| 20 | Italia (bandiera)      | G     | Carmelo Iurato   | 1994 | 190  |  |
| 21 | Italia (bandiera)      | P     | Mauro Pinton     | 1984 | 185  |  |
| 44 | Italia (bandiera)      | AC    | Tommaso Fantoni  | 1985 | 204  |  |

| Giocatori acquisiti a stagione in corso |
| --------------------------------------- |

| N° | Naz.              | Ruolo | Sportivo                               | Anno | Alt. |  |
| -- | ----------------- | ----- | -------------------------------------- | ---- | ---- |  |
| 15 | Italia (bandiera) | A     | Gabriele Ganeto (dal 30 dic.)          | 1987 | 200  |  |
|    | Italia (bandiera) | AC    | Christian Di Giuliomaria (dal 1º feb.) | 1979 | 210  |  |

| Giocatori ceduti a stagione in corso |
| ------------------------------------ |

| N° | Naz.              | Ruolo | Sportivo                               | Anno | Alt. |  |
| -- | ----------------- | ----- | -------------------------------------- | ---- | ---- |  |
|    | Italia (bandiera) | AC    | Christian Di Giuliomaria (dal 14 feb.) | 1979 | 210  |  |

## Statistiche dei giocatori

### In campionato
| Nome Giocatore           | G  | MIN     | TT%  | 2P R-T    | 2P%  | 3P R-T   | 3P%  | TL R-T    | TL%  | FF | PTI | MED | AST | MED PTI |
| ------------------------ | -- | ------- | ---- | --------- | ---- | -------- | ---- | --------- | ---- | -- | --- | --- | --- | ------- |
| Alexander Young          | 30 | 1008:14 | 48.4 | 158 - 284 | 55.6 | 64 - 175 | 36.6 | 104 - 129 | 80.6 | 85 | 612 | 6.6 | 0.7 | 20.4    |
| Andre Collins            | 30 | 1052:33 | 40.3 | 77 - 166  | 46.4 | 79 - 221 | 35.7 | 90 - 103  | 87.4 | 61 | 481 | 3.9 | 6.4 | 16.0    |
| Carmelo Iurato           | 12 | 60:00   | 37.5 | 0 - 1     | 0.0  | 3 - 7    | 42.9 | 0 - 0     | 0.0  | 14 | 9   | 0.5 | 0.3 | 0.8     |
| Christian Di Giuliomaria | 2  | 7:38    | 0.0  | 0 - 0     | 0.0  | 0 - 0    | 0.0  | 0 - 0     | 0.0  | 2  |     | 1.0 | 0.0 | 0.0     |
| Demian Filloy            | 30 | 763:21  | 39.2 | 50 - 103  | 48.5 | 37 - 119 | 31.1 | 47 - 63   | 74.6 | 90 | 258 | 5.1 | 1.6 | 8.6     |
| Fiorello Toppo           | 26 | 516:55  | 59.8 | 64 - 103  | 62.1 | 0 - 4    | 0.0  | 28 - 50   | 56.0 | 59 | 156 | 4.4 | 0.8 | 6.0     |
| Gabriele Ganeto          | 15 | 321:09  | 48.6 | 25 - 41   | 61.0 | 10 - 31  | 32.3 | 12 - 20   | 60.0 | 38 | 92  | 3.9 | 0.8 | 6.1     |
| Giuliano Maresca         | 27 | 773:03  | 46.5 | 78 - 143  | 54.5 | 22 - 72  | 30.6 | 58 - 65   | 89.2 | 69 | 280 | 2.5 | 1.8 | 10.4    |
| Giuseppe Deleo           | 2  | 1:37    | 0.0  | 0 - 0     | 0.0  | 0 - 0    | 0.0  | 0 - 0     | 0.0  | 1  |     | 0.0 | 0.0 | 0.0     |
| Luigi Dispenzeri         | 1  | 1:01    | 0.0  | 0 - 0     | 0.0  | 0 - 0    | 0.0  | 0 - 0     | 0.0  | 1  |     | 0.0 | 0.0 | 0.0     |
| Mauro Pinton             | 24 | 371:54  | 37.0 | 5 - 15    | 33.3 | 22 - 58  | 37.9 | 18 - 24   | 75.0 | 44 | 94  | 1.8 | 1.1 | 3.9     |
| Nicola Natali            | 25 | 459:15  | 38.6 | 17 - 43   | 39.5 | 22 - 58  | 37.9 | 9 - 14    | 64.3 | 47 | 109 | 2.0 | 1.0 | 4.4     |
| Tommaso Fantoni          | 30 | 684:10  | 60.4 | 122 - 199 | 61.3 | 0 - 3    | 0.0  | 86 - 142  | 60.6 | 78 | 330 | 4.6 | 0.7 | 11.0    |

### Nei play-off
| Nome Giocatore   | G | MIN    | TT%  | 2P R-T  | 2P%  | 3P R-T | 3P%  | TL R-T  | TL%   | FF | PTI | MED | AST | MED PTI |
| ---------------- | - | ------ | ---- | ------- | ---- | ------ | ---- | ------- | ----- | -- | --- | --- | --- | ------- |
| Alexander Young  | 4 | 124:34 | 38.0 | 11 - 25 | 44.0 | 8 - 25 | 32.0 | 7 - 12  | 58.3  | 8  | 53  | 5.3 | 0.8 | 13.3    |
| Andre Collins    | 4 | 120:04 | 39.5 | 11 - 17 | 64.7 | 4 - 21 | 19.0 | 11 - 16 | 68.8  | 10 | 45  | 3.8 | 6.8 | 11.3    |
| Demian Filloy    | 4 | 109:17 | 38.9 | 5 - 17  | 29.4 | 9 - 19 | 47.4 | 5 - 6   | 83.3  | 12 | 42  | 4.5 | 1.5 | 10.5    |
| Fiorello Toppo   | 4 | 69:43  | 87.5 | 7 - 8   | 87.5 | 0 - 0  | 0.0  | 1 - 2   | 50.0  | 8  | 15  | 2.8 | 0.3 | 3.8     |
| Gabriele Ganeto  | 4 | 82:26  | 50.0 | 7 - 14  | 50.0 | 4 - 8  | 50.0 | 9 - 13  | 69.2  | 14 | 35  | 4.0 | 1.8 | 8.8     |
| Giuliano Maresca | 4 | 92:05  | 19.0 | 4 - 14  | 28.6 | 0 - 7  | 0.0  | 4 - 4   | 100.0 | 12 | 12  | 1.3 | 0.5 | 3.0     |
| Mauro Pinton     | 4 | 58:13  | 70.0 | 3 - 5   | 60.0 | 4 - 5  | 80.0 | 5 - 6   | 83.3  | 6  | 23  | 0.8 | 1.0 | 5.8     |
| Nicola Natali    | 4 | 51:45  | 60.0 | 1 - 2   | 50.0 | 2 - 3  | 66.7 | 1 - 2   | 50.0  | 7  | 9   | 1.3 | 1.0 | 2.3     |
| Tommaso Fantoni  | 4 | 91:35  | 44.8 | 13 - 29 | 44.8 | 0 - 0  | 0.0  | 11 - 21 | 52.4  | 11 | 37  | 4.3 | 0.8 | 9.3     |